# Ricardo Gardner
Ricardo Wayne Gardner (Saint Andrew, 25 september 1978) is een Jamaicaans voormalig voetballer en huidig voetbaltrainer die bij voorkeur als linkervleugelverdediger speelde. Gardner kwam van 1998 tot 2012 voor dezelfde ploeg uit, met name Bolton Wanderers. Hij speelde 342 wedstrijden voor Bolton in het Championship en de Premier League.

## Clubcarrière
Eerder speelde hij in eigen land bij Harbour View, waar hij zijn debuut maakte op veertienjarige leeftijd. Van 1998 tot 2012 kwam Gardner uit voor Bolton Wanderers. In 2011 werd hij door Bolton Wanderers voor een seizoen uitgeleend aan Preston North End.

## Interlandcarrière
Gardner speelde in totaal 111 interlands voor Jamaica en scoorde negen keer. Hij maakte deel uit van de selectie die tot in de groepsfase van het WK 1998 geraakte.

## Erelijst
Jamaica
- Caribbean Cup: 1998

Individueel
- Bolton Wanderers Player of the Year: 2005/06